# Матус, Павел
Павел Матус (род. 26 мая 1982) — туркменский футболист, вратарь.
Выступал в чемпионате Туркменистана за «Галкан» (2000—2001), «Копетдаг» (2002) и «Нису» (2003—2004). Затем защищал узбекских клубов «Бухара» (2006), «Андижан» (2007) и «Локомотив» (2008). С 2009 по 2016 год играл в Туркменистане за «Небитчи».
Участвовал в квалификационных матчах Кубка АФК и Кубке президента АФК.
Выступал за сборную Туркменистана до 23 лет. Вызывался в стан национальной сборной Туркменистана.
С 2022 года является тренером вратарей в сборной Туркменистана.